# Dynamique des femmes juristes
La Dynamique des femmes juristes est une organisation de femmes en République démocratique du Congo. Elle a été cofondée en 2006 par Nelly Mbangu, directrice du Centre de recherche sur la démocratie, qui en est devenue la première présidente.

## Contexte
Au début du 21e siècle, la République démocratique du Congo était en proie à une guerre civile, les rebelles se battant contre les troupes gouvernementales. En 2003, un accord de paix a été négocié et des élections ont été organisées en 2006. Cependant, des années d'instabilité ont entraîné de nombreuses violences dans l'est du pays, décrit comme la « capitale mondiale du viol ».

## Objectifs
La Dynamique des femmes juristes a été créée pour assurer l'égalité entre les femmes et les hommes. L'organisation vise à renforcer les capacités des femmes afin qu'elles connaissent leurs droits et qu'elles soient sûres de les obtenir. Ces droits comprennent le droit de vivre sans être inquiétées, la sécurité foncière, l'accès aux services sociaux de base et l'accès aux cours et tribunaux. L'organisation vise à encourager les femmes à faire du droit une profession et à représenter ensuite d'autres femmes qui ont besoin de leurs services, à adhérer à des syndicats, à participer à la vie politique et à faire partie d'organes de décision dans les secteurs public et privé. L'organisation offre également une aide psychologique aux victimes de viols et de mutilations génitales féminines.